# Ус Артем Володимирович
Арте́м Володи́мирович У́с (30 серпня 1994, Марківці — †29 серпня 2014, Комсомольське) — старший солдат, Національна гвардія України, учасник російсько-української війни.

## Життєпис
З 2011 до 2013 року навчався в будівельному коледжі Києва.
Проходив строкову службу в ЗСУ, у квітні 2014 року мав повернутися додому, проте лишився в лавах. Записався добровольцем, старший солдат, 1-а бригада оперативного призначення. Понадстрокову службу проходив у Києві, 25 серпня частину було спрямовано в зону бойових дій. Його підрозділ займався підготовкою «коридору» для виходу з оточення під Іловайськом українських підрозділів.
29 серпня 2014 року смертельно поранений у голову осколком міни в місті Комсомольському Старобешівського району.
Похований 1 вересня 2014 року в Марківцях.

## Родина
Удома лишилися батьки, у яких Артем був єдиною дитиною.

## Нагороди
За особисту мужність і героїзм, виявлені у захисті державного суверенітету та територіальної цілісності України, вірність військовій присязі нагороджений орденом «За мужність III ступеня» (14 листопада 2014 року, посмертно).

## Вшанування
- На будівлі Марковицької школи встановлено меморіальну дошку.
- Одній з вулиць Марковиць надано ім'я Артема Уса[1].